# Джонатан Масакан
Джонатан Масакан (26 лютого 1984) — швейцарський плавець.
Учасник Олімпійських Ігор 2008 року.